# Chiesa di San Gregorio (Cisano Bergamasco)
La chiesa di San Gregorio è il principale luogo di culto cattolico di San Gregorio, frazione di Cisano Bergamasco, in provincia e diocesi di Bergamo; fa parte del vicariato di Calolzio-Caprino.

## Storia
La prima citazione di una chiesa intitolata al papa Gregorio Magno risale al 1287 inserita come proprietà, nell'inventario dei beni dell'antico monastero di San Giacomo di Pontida, indicata presente nel territorio di Marenzo come sorte di san Gregorio. Venne infatti citato nel 1291 un uomo de sancto gregorio de longuarda.
La chiesa conserva un calice che fu ordinato dagli abitanti la frazione e dall'allora parroco don Martinoni con l'intitolazione della chiesa ai santi Marco e Gregorio. Successivamente citata nel 1602 e dedicata sempre ai due santi con riferimento al monte Marenzo dal nome del rilievo collinare dove è ubicata.
La chiesa dedicata a san Gregorio Magno fu indicata da Donato Calvi nel suo Effemeride sacra profana di quanto di memorabile sia successo in Bergamo, pubblicato nel 1676, autonoma a decorrere dal 1454 da quella di San Paolo di Monte Marenzo grazie al decreto papale di papa Nicolò V venendo consacrata dal vescovo di Lodi Maffeo Vegio che copriva anche l'incarico di suffraganeo del vescovo di Milano, la chiesa era infatti inserita nell'arcidiocesi milanese.
Le difficoltà dei fedeli di recarsi nella chiesa di San Paolo, a causa delle situazioni climatiche che creavano inondazioni, nel Quattrocento chiesero di poterne ottenere l'autonomia. Non risulta che vi fossero, infatti, preti nella chiesa, bisognava attendere il prete di San Paolo per poter ricevere i sacramenti. Il 13 giugno 1454 nel palazzo della curia di Bergamo, il vescovo Giovanni Barozzi alla presenza del canonico di Bergamo Bono da Stabello, del cerusico mastro Tonolo fu mastro Peterbono Medici di Caprino e del notaio Giovanni Francesco di Giorgio Salvetti di Cenate, dichiarò smembrata la chiesa di San Gregorio da quella di San Paolo dandole l'autonomia.
Diventando chiesa parrocchiale l'edificio, che doveva essere in origine una piccola cappella, fu notevolmente ampliato. Nel XVI secolo però risulta che fosse molto ammalorato. Fu ordinato dall'allora parroco che era ritenuto troppo avido e non aveva premura di curarsi della chiesa, di aprire una finestra circolare, di sistemare la pavimentazione esterna per evitare che l'acqua piovana entrasse nell'aula, e che provvedesse a chiudere il cimitero dove potevano entrare gli animali selvatici. La nuova vetrata da inserire nel rosone aperto sopra la porta principale fu posta nel 1575.
Il passaggio alla diocesi di Bergamo fu obbligato per la nuova ridefinizione dei confini delle due diocesi, tra queste nuove organizzazioni vi era inserita anche la parrocchiale di San Gregorio. IL passaggio iniziò con provvedimento delle autorità civili nel 1784 e della Sacra Congregazione concistoriale. La bolla pontificia del 13 novembre 1786 di papa Pio VI fu il passaggio successivo dalla pieve di Brivio della diocesi milanese a quella orobica ufficializzato dalle autorità vescovili nel 1787. Nel 1801 la chiesa è indicata nell'elenco del clero secolare e regolare con il titolo di parrocchiale di San Gregorio inserita nella vicaria di Caprino confermato nell'elenco del 1822 per essere poi inserita nella vicaria VII di Caprino. La chiesa risulta avesse un solo parroco che reggeva anche la chiesa sussidiaria della Madonna degli Angeli. La chiesa, come le altre che passarono sotto la diocesi di Bergamo mantennero però per molti anni la celebrazione del rito ambrosino. Solo nel 1968 i sacerdoti chiesero all'allora vescovo di Bergamo Clemente Gaddi] di poter celebrare con il rito romano, trovandosi in difficoltà e celebrando comunque con il rito romano con tacito consenso del vescovo. L'autorizzazione fu ufficiata il 30 novembre 1969 anche a seguito delle riforme del concilio Vaticano II.
Nel 1896 il vescovo Gaetano Camillo Guindani consacrò l'edificio di culto confermandone l'intitolazione a papa san Gregorio Magno. Il Novecento vide la chiesa oggetto di lavori di ampliamento con la costruzione della cappella dedicata alla Madonna di Lourdes e con nuovi decori e stucchi a opera di Ercole Noris. Nella seconda metà del XX secolo fu realizzato il nuovo altare comunitario in ottemperanza alle disposizioni del concilio Vaticano II.
Con decreto del 27 maggio 1979 del vescovo Giulio Oggioni la chiesa fu inserita nel vicariato locale di Calolzio-Caprino.

## Descrizione

### Esterno
L'edificio di culto è posto sulle pendici del monte Marenzo, rivolto verso il torrente Sonna. S i presenta dal classico orientamento liturgico con abside a est, è preceduto da un ampio sagrato con pavimentazione in lastre di pietra. Un portico ad archi che poggiano su colonne in pietra, anticipa facciata in muratura. Gli archi reggono la trabeazione e il parapetto del terrazzino sovrastante. La facciata è tripartita da lesene che reggono il cornicione e la trabeazione e il timpano curvo dove è posto l'affresco raffigurante san Gregorio Magno. Nella parte inferiore vi è l'ingresso principale e nell'ordire superiore, una finestra sagomata atta a illuminare l'aula.

### Interno
L'interno a unica navata è diviso da lesene in tre campate. Le lesene poggiano su un basamento che percorre tutta l'aula e terminano con capitelli d'ordine corinzio che reggono la trabeazione e il successivo cornicione dove s'imposta la volta a botte. La prima campata è dedicata alla zona penitenziale con confessionali posti sia a sinistra che a destra, mentre nella seconda vi è l'altare della Madonna del santo Rosario e a destra dei santi Rocco e Sebastiano. La terza campata a sinistra presenta la cappella dedicata alla Madonna di Lourdes, a destra vi è il pulpito ligneo.
La zona presbiteriale è preceduta dall'arco trionfale e due gradini nonché due balaustre. La parte a pianta rettangolare con volta a botte termina con il coro absidato con copertura da catino.